# Djebahia
Djebahia là một đô thị thuộc tỉnh Bouira, Algérie. Dân số thời điểm năm 2002 là 14.63 người.